# IC 226
IC 226 — галактика типу S? (спіральна галактика) у сузір'ї Трикутник.
Цей об'єкт міститься в оригінальній редакції індексного каталогу.